# 1985 Hopmann
1985 Hopmann eller 1929 AE är en asteroid i huvudbältet, som upptäcktes 13 januari 1929 av den tyske astronomen Karl Wilhelm Reinmuth vid Landessternwarte Heidelberg-Königstuhl. Asteroiden har fått sitt namn efter den tyske astronomen Josef Hopmann.
Asteroiden består till stora delar av kol. Den har en diameter på ungefär 35 kilometer och har in omloppsbana i de yttre delarna av asteroidbältet.